# Cryphia petricolor
Cryphia petricolor är en fjärilsart som beskrevs av Lederer 1870. Cryphia petricolor ingår i släktet Cryphia och familjen nattflyn. Inga underarter finns listade i Catalogue of Life.